# Fergusonova puška
Fergusonova puška je naziv za vjerojatno prvu pušku-ostragušu koja se rabila u ratne svrhe. Imala je kalibar .65 in (16,5 mm), a od većine pušaka svog doba - sprednjača -se razlikovala zbog toga što je imala zatvarač, odnosno punila se straga. Ime je dobila po svom pronalazaču, britanskom majoru Patricku Fergusonu koji je s njom opskrbio svoju jedinicu lakog pješaštva u američkom ratu za nezavisnost.
U rukama izvježbanog vojnika Fergusonova puška je mogla ispaliti 6-10 metaka po minuti, odnosno 2-4 puta brže od tadašnjih musketa. Većina povjesničara vjeruje kako je upravo uporaba te puške donijelo pobjedu Britancima u bitci kod Brandywinea.
Međutim, Fergusonovi pretpostavljeni nisu imali razumijevanja za to oružje, napravljeno desetljećima prije svog vremena. Djelotvorna uporaba je zahtijevala preradikalnu promjenu tada važeće taktike, a i slaba metalurgija je bila razlogom čestih kvarova. Fergusonove puške su se, stoga, umjesto kao standardno oružje, rabile za snajpiranje i čarke. Sam Ferguson je poginuo u biti kod King's Mountaina 1780. godine.

## Vanjske poveznice
- A page maintained by an owner of a replica Ferguson rifle
- An article on the Ferguson rifle, complete with cut away views of the action  Arhivirana inačica izvorne stranice od 12. ožujka 2007. (Wayback Machine)
- Muzzle Blasts Online: "This Barbarous Weapon" by Lance Klein  Arhivirana inačica izvorne stranice od 2. rujna 2006. (Wayback Machine) (Article about Ferguson and his rifle)
- Fergusson Rifle at Morristown Park Museum (For reference only)  Arhivirana inačica izvorne stranice od 11. lipnja 2007. (Wayback Machine)
- Ferguson Rifle at website The Price of Freedom {for reference only}  Arhivirana inačica izvorne stranice od 24. kolovoza 2007. (Wayback Machine)